# Куюджук
Куюджук (рум. Cuiugiuc) — село у повіті Констанца в Румунії. Входить до складу комуни Ліпніца.
Село розташоване на відстані 121 км на схід від Бухареста, 89 км на захід від Констанци.

## Населення
За даними перепису населення 2002 року у селі проживали 238 осіб.
Національний склад населення села:
| Національність | Кількість осіб | Відсоток |
| -------------- | -------------- | -------- |
| турки          | 132            | 55,5%    |
| румуни         | 106            | 44,5%    |

Рідною мовою назвали:
| Мова      | Кількість осіб | Відсоток |
| --------- | -------------- | -------- |
| турецька  | 132            | 55,5%    |
| румунська | 106            | 44,5%    |